# Île Kigigak
L'île Kigigak est une île d'Alaska, aux États-Unis situé dans la région de recensement de Bethel.
Elle est située près de l'angle nord de l'île Nelson, à l'embouchure de la rivière Ninglick, 110 milles (177 km) à l'ouest de Bethel. L'île a une superficie de 31,839 km2, et est inhabitée depuis 2000. Les villages les plus proches sont Newtok et Tununak.